# Serica pubisterna
Serica pubisterna är en skalbaggsart som beskrevs av Shuhei Nomura 1974. Serica pubisterna ingår i släktet Serica och familjen Melolonthidae. Inga underarter finns listade i Catalogue of Life.